# Liste der denkmalgeschützten Objekte in Weinburg (Niederösterreich)
Die Liste der denkmalgeschützten Objekte in Weinburg enthält die 9 denkmalgeschützten, unbeweglichen Objekte der Gemeinde Weinburg im niederösterreichischen Bezirk Sankt Pölten-Land.

## Denkmäler
| Foto |                 | Denkmal | Standort                                                       | Beschreibung | Metadaten |
| ---- | --------------- | --- | -------------------------------------------------------------- | --- | --- |
| ja   | Datei hochladen | Kanalbrücke Im Tanne HERIS-ID: 111627 Objekt-ID: 129616seit 2012                                                     | Standort KG: Luberg                                            | Die II. Wiener Hochquellenwasserleitung ist eine 183 Kilometer lange Trinkwasser-Versorgungsleitung für die Stadt Wien. Sie wurde auf Betreiben von Karl Lueger errichtet und nach zehnjähriger Bauzeit am 2. Dezember 1910 als II. Kaiser-Franz-Josef-Hochquellenleitung eröffnet. Anmerkung: Die Kanalbrücke Im Tanne verbindet die Katastralgemeinden Luberg und Mühlhofen. | BDA-Hist.: Q37825602 Status: Bescheid Stand der BDA-Liste: 2025-06-30 Name: Kanalbrücke Im Tanne GstNr.: 2/3 Kanalbrücke Im Tanne                                                                        |
| ja   | Datei hochladen | Lubergaquädukt HERIS-ID: 111628 Objekt-ID: 129617seit 2012                                                           | Standort KG: Luberg                                            | Zur II. Wiener Hochquellenwasserleitung siehe Kanalbrücke Im Tanne, KG Luberg | BDA-Hist.: Q37825613 Status: Bescheid Stand der BDA-Liste: 2025-06-30 Name: Lubergaquädukt GstNr.: 27, 29, 2/3, 5 Lubergaquädukt                                                                         |
| ja   | Datei hochladen | Einsteigturm 76 HERIS-ID: 111629 Objekt-ID: 129618seit 2012                                                          | Standort KG: Luberg                                            | Zur II. Wiener Hochquellenwasserleitung siehe Kanalbrücke Im Tanne, KG Luberg | BDA-Hist.: Q37825621 Status: Bescheid Stand der BDA-Liste: 2025-06-30 Name: Einsteigturm 76 GstNr.: 77/1 Einsteigturm 76, II HQL, Weinburg                                                               |
| ja   | Datei hochladen | Hadingaquädukt HERIS-ID: 111630 Objekt-ID: 129619seit 2012                                                           | Standort KG: Luberg                                            | Zur II. Wiener Hochquellenwasserleitung siehe Kanalbrücke Im Tanne, KG Luberg Anmerkung: Das Hadingaquädukt verbindet die Gemeinden Weinburg und Wilhelmsburg. | BDA-Hist.: Q37825630 Status: Bescheid Stand der BDA-Liste: 2025-06-30 Name: Hadingaquädukt GstNr.: 130, 93 Hadingaquädukt                                                                                |
| ja   | Datei hochladen | 2 Kanalbrücken (Mühlhofen 1 und 2) HERIS-ID: 111625 Objekt-ID: 129614seit 2012                                       | Standort KG: Mühlhofen                                         | Zur II. Wiener Hochquellenwasserleitung siehe Kanalbrücke Im Tanne, KG Luberg | BDA-Hist.: Q37825583 Status: Bescheid Stand der BDA-Liste: 2025-06-30 Name: 2 Kanalbrücken (Mühlhofen 1 und 2) GstNr.: 123/1, 127/1, 126/1 Kanalbrücken Mühlhofen                                        |
| ja   | Datei hochladen | Kanalbrücke Im Tanne HERIS-ID: 111626 Objekt-ID: 129615seit 2012                                                     | Standort KG: Mühlhofen                                         | Zur II. Wiener Hochquellenwasserleitung siehe Kanalbrücke Im Tanne, KG Luberg Anmerkung: Die Kanalbrücke Im Tanne verbindet die Katastralgemeinden Luberg und Mühlhofen. | BDA-Hist.: Q37825593 Status: Bescheid Stand der BDA-Liste: 2025-06-30 Name: Kanalbrücke Im Tanne GstNr.: 122 Kanalbrücke Im Tanne                                                                        |
| ja   | Datei hochladen | Kath. Pfarrkirche hl. Johannes der Täufer, Umfriedungsmauer und Graben HERIS-ID: 50797 Objekt-ID: 56173              | neben Kirchenstraße 15 Standort KG: Weinburg                   | Die Pfarrkirche hl. Johannes der Täufer, eine ehemalige Burg- bzw. Wehrkirche, steht erhöht im Norden des Ortes und ist an drei Seiten von einer Umfriedungsmauer samt Graben umgeben. Das ungegliederte, ursprünglich romanische Langhaus stammt aus der 2. Hälfte des 15. Jahrhunderts, der Chor aus dem 14. Jahrhundert.                                                    | BDA-Hist.: Q38042221 Status: § 2a Stand der BDA-Liste: 2025-06-30 Name: Kath. Pfarrkirche hl. Johannes der Täufer, Umfriedungsmauer und Graben GstNr.: .20 Pfarrkirche hl. Johannes der Täufer, Weinburg |
| ja   | Datei hochladen | Pfarrhof HERIS-ID: 60714 Objekt-ID: 73091                                                                            | Kirchenstraße 16 Standort KG: Weinburg                         | Der Pfarrhof westlich der Kirche ist durch einen Brückengang mit ihr verbunden. Die mehrflügelige Anlage ist im Kern mittelalterlich, wurde 1955 aber weitgehend umgebaut. | BDA-Hist.: Q38092878 Status: § 2a Stand der BDA-Liste: 2025-06-30 Name: Pfarrhof GstNr.: .19, 51 Pfarrhof Weinburg                                                                                       |
| ja   | Datei hochladen | Gruft des Georg Anton Freiherrn von Grechtler (Sohn von Johann Georg von Grechtler) HERIS-ID: 60712 Objekt-ID: 73089 | Kirchenstraße 16 (Pfarramt), in der Nähe Standort KG: Weinburg | Die Gruft des Georg Anton Freiherrn von Grechtler ist ein in den Kirchhügel hinein gebauter, tonnengewölbter Raum mit 28 Sargnischen. Sie wurde 1788 errichtet. | BDA-Hist.: Q38092857 Status: § 2a Stand der BDA-Liste: 2025-06-30 Name: Gruft des Georg Anton Freiherrn von Grechtler (von Fridau) GstNr.: 52 Grechtlergruft                                             |